# Proef van Millikan
De proef van Millikan was een experiment dat in 1909 werd uitgevoerd door Robert Millikan en Harvey Fletcher.
Het doel van het experiment van Robert Millikan en Harvey Fletcher in 1909 was het bepalen van de lading van een enkel elektron. Zij deden dit door een kleine oliedruppel zwevend te houden tussen twee condensatorplaten. Als men dan de elektrische veldsterkte weet, én de massa van de oliedruppel dan is men in staat de lading van de druppel zeer nauwkeurig te bepalen. Door dit voor een groot aantal van deze kleine druppeltjes te doen vonden zij dat de gemeten waarden altijd een veelvoud van dezelfde lading waren. Zij interpreteerden dit als lading op één enkel elektron: 1,602 × 10−19 coulomb.

## Achtergrond

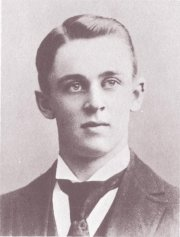
Robert A. Millikan in 1891

Vanaf 1909, toen hij professor aan de Universiteit van Chicago was, werkte Millikan - met veel inbreng van Fletcher - aan het oliedruppelexperiment. Sindsdien hebben generaties natuurkundestudenten het experiment herhaald - met wisselend succes. Na publicatie in 1910 werd de gevonden waarde voor de elektronlading in twijfel getrokken door Felix Ehrenhaft. Een controverse tussen de twee fysici was het gevolg. Na het verbeteren van zijn opstelling publiceerde hij zijn resultaten in 1913. De zogenoemde elementaire lading is een van de fundamentele fysieke constanten en de nauwkeurige bepaling ervan is van groot belang. Dit experiment mat de kracht op uiterst kleine geladen druppeltjes olie die tegen de zwaartekracht in tussen twee geladen metaalplaten zwevend gehouden worden. Als de elektrische veldsterkte, de afmeting van de druppel en de soortelijke massa van de olie bekend zijn, kan daarmee de lading op het druppeltje worden bepaald. Door het experiment te herhalen voor grote aantallen druppeltjes toonde Millikan aan dat de gevonden lading telkens een veelvoud was van een 'elementaire' waarde (1,602 × 10−19 coulomb). Dit kan verklaard worden als dat de lading is van één enkel elektron.
Hoewel er rond 1891 wel een vermoeden bestond dat er subatomaire deeltjes zouden bestaan, was lang niet iedereen daarvan overtuigd. Door proeven met kathodestralen in 1897 had Joseph John Thomson negatief geladen 'lichaampjes' ontdekt, zoals hij ze noemde, met een massa 1000 keer zo klein als die van een waterstofatoom. Vergelijkbare resultaten waren gevonden door George FitzGerald en Walter Kaufmann. Vrijwel alles wat toen over elektriciteit en magnetisme bekend was kon worden verklaard met als basis dat lading een ongebroken grootheid is. De charme van dit experiment is dat het met eenvoudige middelen een vrij nauwkeurige bepaling van een fundamentele constante mogelijk maakt en tegelijk een demonstratie geeft van het gekwantiseerd zijn van lading. Thomas Edison had eerder gedacht dat de lading een oneindig deelbare grootheid was maar werd overtuigd van het tegendeel na met de apparaten van Millikan en van Fletcher gewerkt te hebben.
In latere jaren is er ophef ontstaan over het 'selectieve' gebruik van resultaten door Millikan. De historicus Gerald Holton was het opgevallen dat metingen nogal selectief werden behandeld. Holton (1978) wees erop dat Millikan een grote reeks meetwaarden negeerde zonder duidelijke reden. Experts hebben dit later genuanceerd, maar dat er enige 'cosmetische chirurgie' op de resultaten werd uitgevoerd wordt nu wel geaccepteerd. Het doel hiervan was om te kunnen stellen dat er een meting van e met een nauwkeurigheid van ±0,5% had plaatsgevonden, terwijl de werkelijke nauwkeurigheid binnen ±2% lag, wat nog steeds nauwkeuriger was dan ieder ander, maar Millikan bepaalde dat dit tot "onnodige discussie" in fysicakringen zou hebben geleid.
In 1923 won Millikan de Nobelprijs voor natuurkunde - voor een deel wegens dit experiment. Het experiment is inmiddels herhaald door generaties fysicastudenten, waarbij het hen telkens opvalt hoe moeilijk het is om ook maar enigszins in de buurt van de echte waarde van e en binnen Millikans foutmarge uit te komen.

## Experimentele procedure

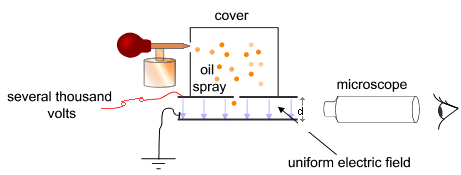
Simpele opstelling voor de proef van Millikan.

Het diagram toont een eenvoudige versie van Millikans proef. Een elektrisch veld wordt in stand gehouden door twee horizontale parallelle condensatorplaten met een hoog potentiaalverschil. Oliedruppeltjes worden er tussen losgelaten door een verstuiver. Door de spanning te variëren, kunnen de druppels omhoog of omlaag bewegen. De platen worden samengehouden door een ring van isolerend materiaal met gaten waardoor licht naar binnen kan vallen. Een microscoop kijkt door een ander gat. De oliedruppels lichten op als heldere punten op een donkere achtergrond. De microscoop heeft een gekalibreerde schaal in de lens waarmee de snelheid van een druppel gemeten kan worden. De olie is een type siliconenolie dat gewoonlijk in vacuümapparaten wordt gebruikt. De reden is dat dit type olie een uiterst lage dampdruk heeft. Gewone olie zou onder de hitte van de lichtbron verdampen, zodat de massa van de oliedruppel niet constant zou blijven gedurende het experiment. Sommige oliedruppels zullen een lading krijgen door wrijving met de buis op het moment van inspuiten en andere kunnen worden geladen door een ioniserende stralingsbron (zoals een röntgenbron) in te bouwen.

## Opstelling
Bij het originele Millikan-apparaat werden de oliedruppels eerst ingespoten tussen de platen met het elektrische veld uitgeschakeld. Zij bereiken dan een eindsnelheid door wrijving met de lucht.
Het veld wordt dan ingeschakeld en als het groot genoeg is, zullen enkele druppels (de geladen druppels) gaan stijgen. Dit komt doordat de opwaartse elektrische kracht {\displaystyle F_{\text{e}}} groter is dan de naar beneden gerichte zwaartekracht {\displaystyle F_{\text{z}}}. Een van de druppels wordt geselecteerd en in het midden van het meetgebied gehouden door de spanning in en uit te schakelen tot alle andere druppels zijn gevallen. Het experiment wordt dan voortgezet met deze ene druppel.
Men laat de druppel vallen en zijn eindsnelheid {\displaystyle v_{1}} zonder elektrisch veld wordt berekend. De remkracht die op de druppel werkt, kan dan berekend worden met de Wet van Stokes: 
{\displaystyle F_{\text{w}}=6\pi \,r\,\eta \,v_{1}}
daarin is
- {\displaystyle v_{1}} de eindsnelheid van de vallende druppel;
- {\displaystyle \eta } de viscositeit van de lucht;
- {\displaystyle r} de straal van de druppel.

Wat berekend moet worden is de neerwaartse kracht van de druppel. Dat is het ware gewicht minus de opwaartse drijfkracht (het gewicht van de verplaatste lucht). Voor een volkomen bolvormig druppeltje kan deze kracht worden geschreven als:
{\displaystyle F_{\text{opwaarts}}={\tfrac {4}{3}}\pi r^{3}(\rho _{\text{olie}}-\rho _{\text{lucht}})g},
met {\displaystyle g} zwaartekrachtsversnelling.
Bij de eindsnelheid versnelt de oliedruppel niet. Dan moet de totale kracht nul zijn, dus compenseren de twee krachten {\displaystyle F_{\text{z}}} en {\displaystyle F_{\text{opwaarts}}} elkaar. Zodra {\displaystyle r} wordt berekend, kan {\displaystyle F_{\text{opwaarts}}} gemakkelijk worden uitgewerkt.
Nu wordt het elektrische veld ingeschakeld. {\displaystyle Q} is de lading op de oliedruppel en {\displaystyle E} het elektrische veld tussen de platen.
Voor parallelle platen waar {\displaystyle V} het potentiaalverschil is en {\displaystyle D} de afstand tussen de platen. Eén manier om {\displaystyle Q} te vinden is {\displaystyle V} aan te passen tot de oliedruppel stil hangt. Dan zijn {\displaystyle F_{\text{E}}} met {\displaystyle F_{\text{z}}} aan elkaar gelijk. In de praktijk is het uiterst moeilijk om dit exact te doen. Een meer praktische benadering is om {\displaystyle V} lichtjes te verhogen zodat de oliedruppel met een nieuwe eindsnelheid {\displaystyle v_{2}} omhoog beweegt.